# N’gribo-Takikro
N’gribo-Takikro  est une localité de l'est de la Côte d'Ivoire et appartenant au département de Bongouanou, Région du N'zi-Comoé. La localité de N’gribo-Takikro est un chef-lieu de commune.